# خیارک (سرده)

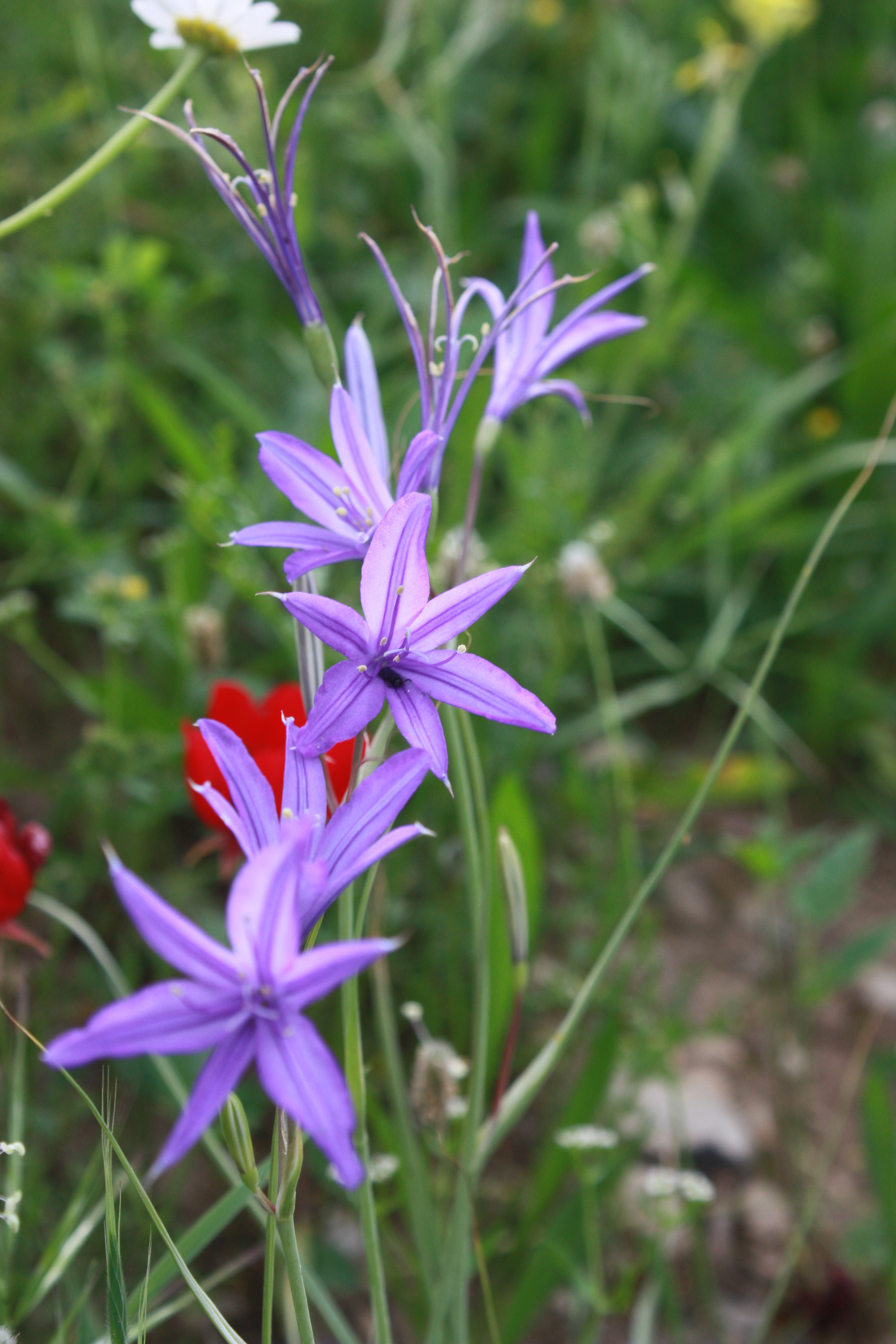
خیارک خودرو در بهبهان، فروردین‌ماه

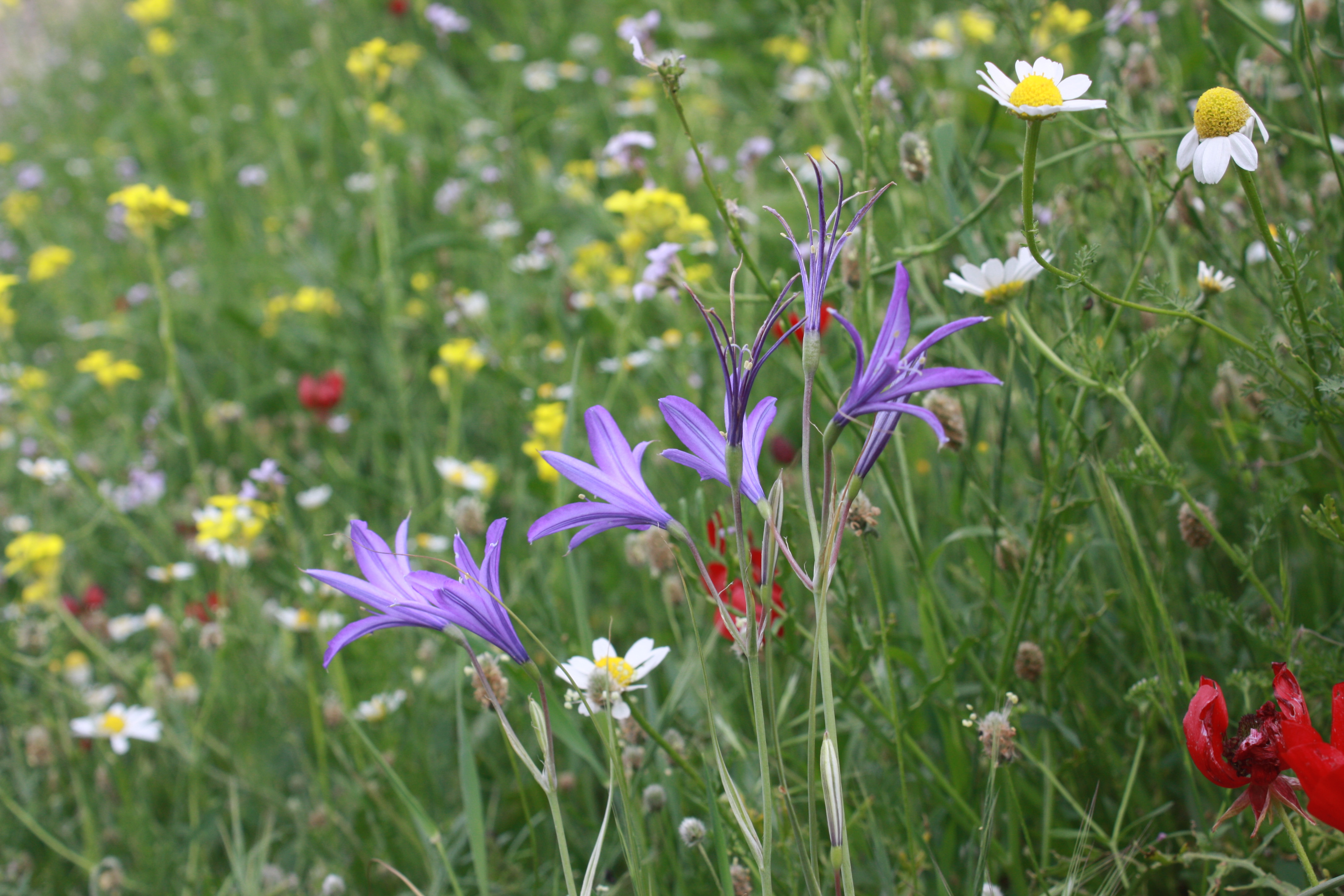
خیارک خودرو در بهبهان

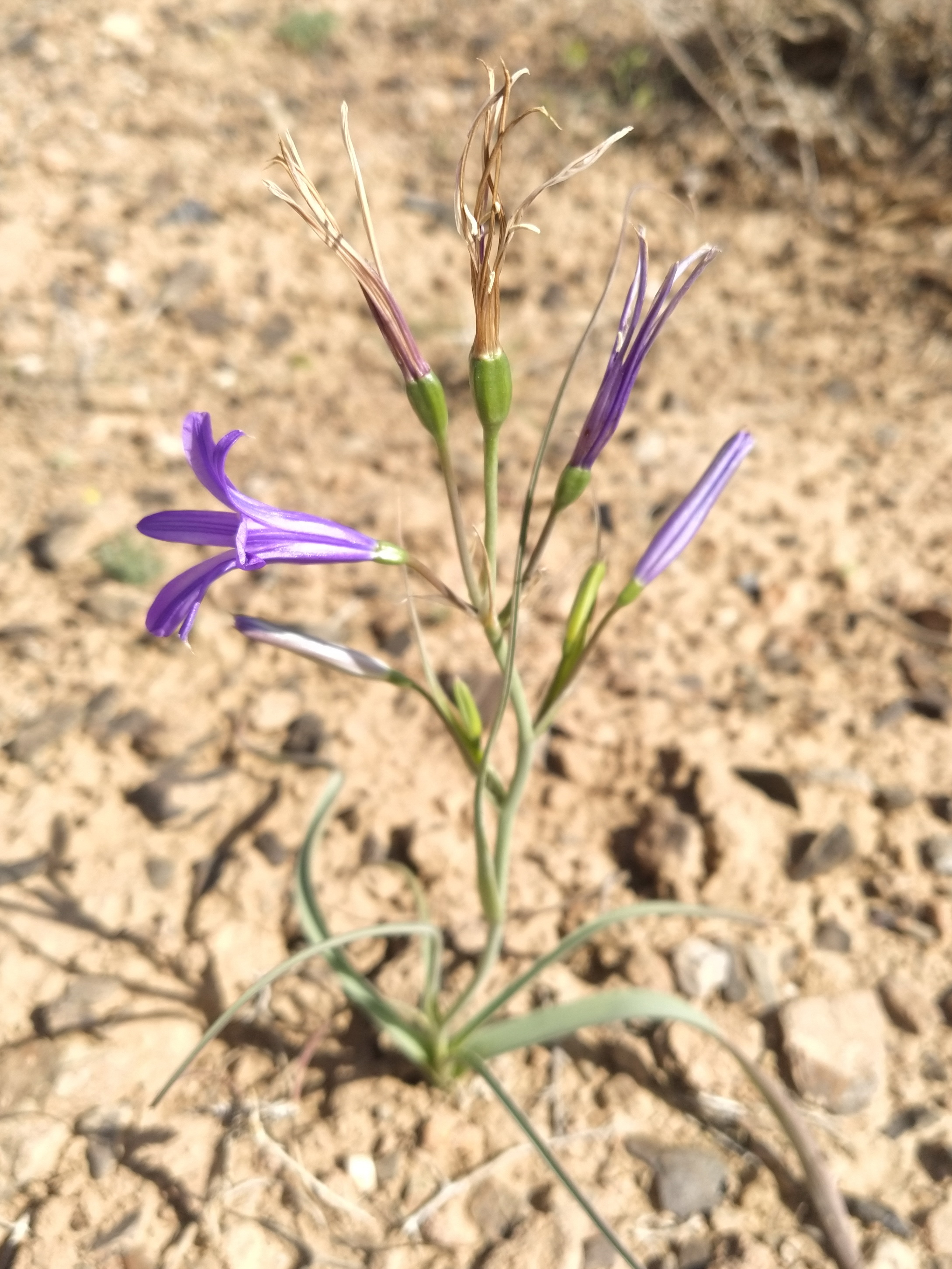
خیارک خودرو در بیابان‌های استان اصفهان

سردهٔ خیارک (نام علمی: Ixiolirion) نام یک سرده از گیاهان گلدار است. گیاهان پیازی با ساقهٔ برگ‌دار و چند یا تعداد زیادی گل که در یک گل آذین غیر متراکم قرار گرفته‌اند. گل‌ها نسبتاً بزرگ که تا قاعده تقسیم شده و ۶ قطعه باریک گلپوش آنها با انتهای نوکدار به سمت خارج برگشته‌اند. میوه این جنس کپسول است. این جنس سه گونه متعلق به آسیای جنوب غربی و مرکزی دارد که در ایران یک گونه از آن به نام خیارک (نام علمی: Ixiolirion tataricum) یافت می‌شود. مزه غنچه و گل خیارک شبیه به طعم خیار است. 

## نگارخانه

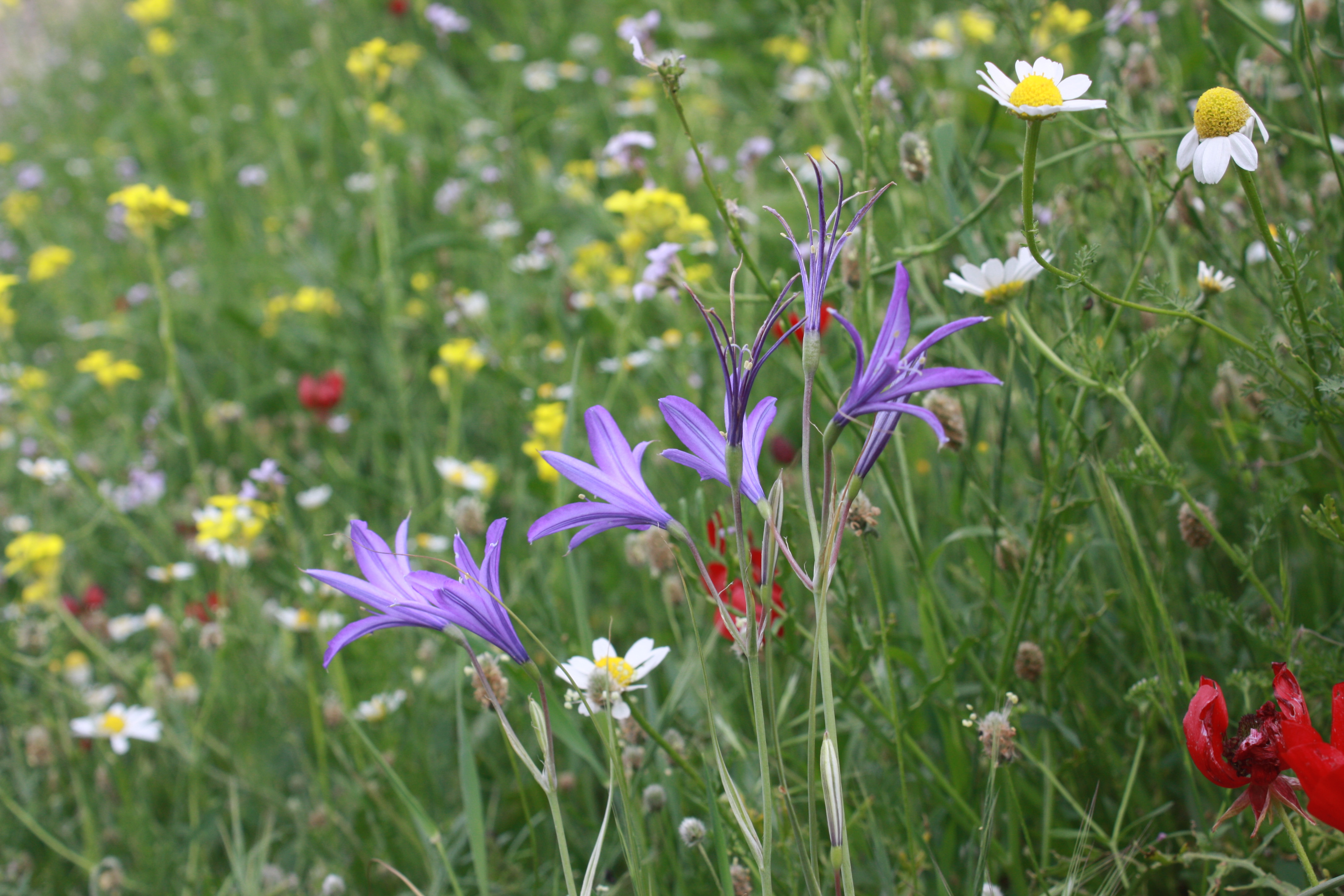
خیارک خودرو در بهبهان، فروردین‌ماه
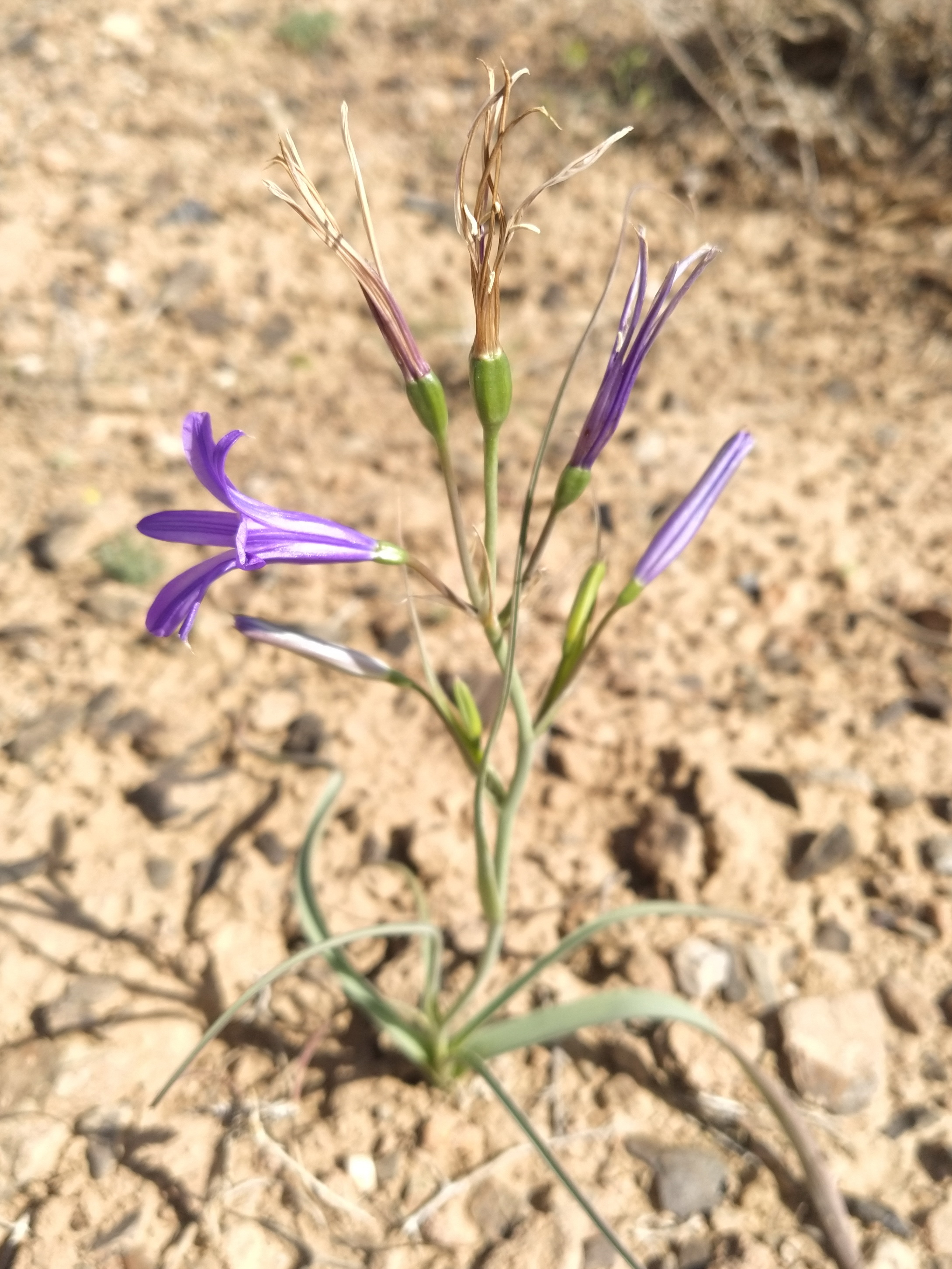
خیارک خودرو در بیابان‌های استان اصفهان، اردی‌بهشت‌ماه
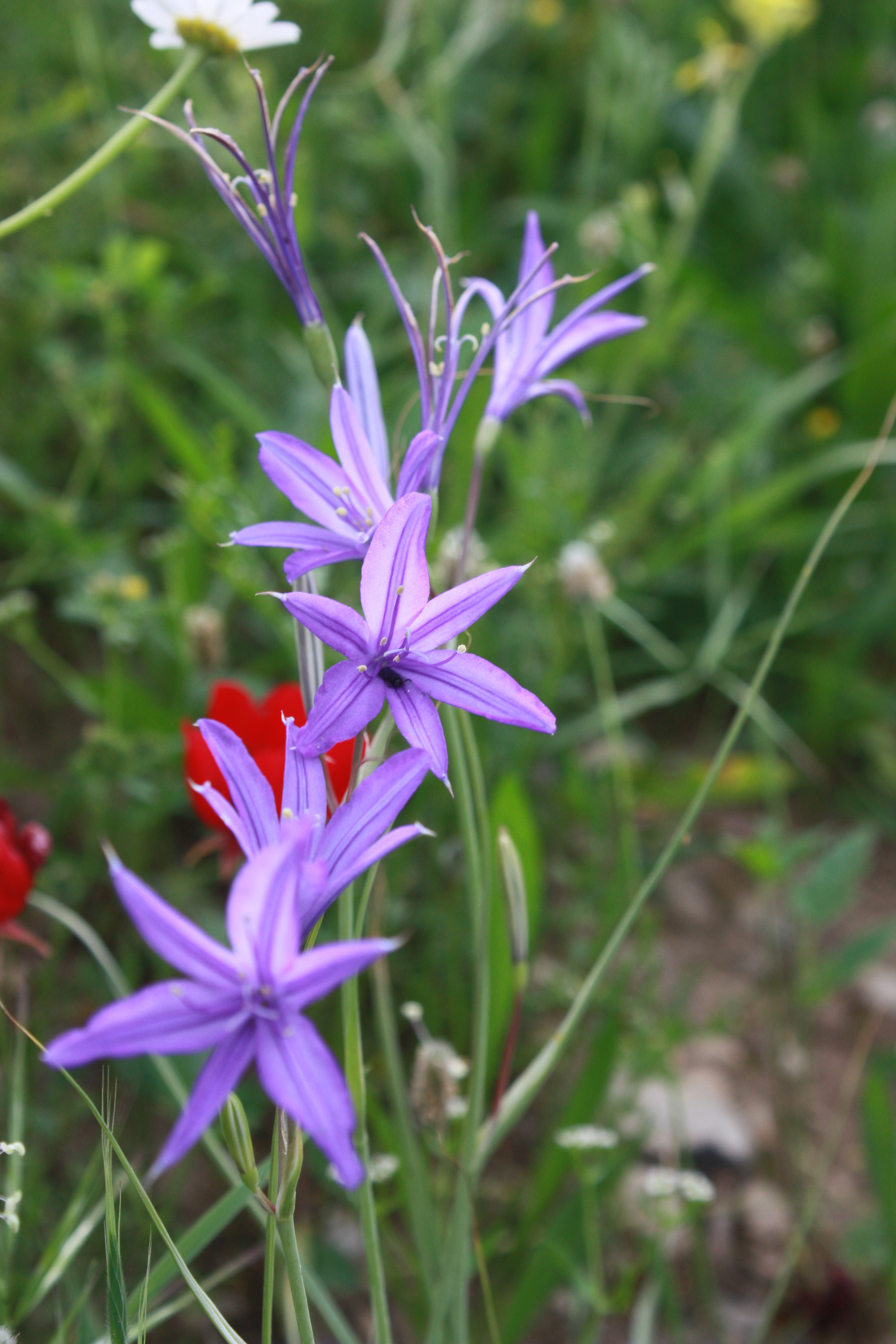
خیارک خودرو در بهبهان، فروردین‌ماه